# لوردز أوف ذا فالين
لودرز أوف ذا فالين (بالإنجليزية: Lords of the Fallen)‏، هي لعبة فيديو إلكترونية بولندية ألمانية من نوع أكشن تقمص الأدوار، صدرت في الأسواق شهر أكتوبر سنة 2014م، وتعمل لأنظمة التشغيل كل من بلاي ستيشن 4 وإكس بوكس ون ومايكروسوفت ويندوز، وهي من نشر بانداي نامكو إنترتنمنت في أوروبا.